# Isle of Man TT 1978
De TT van Man 1978 werd verreden van 1 tot 9 juni 1978 op de Snaefell Mountain Course op het eiland Man. Door de Interval-start reed men eigenlijk een tijdrace. Deze TT eiste weer veel mensenlevens: Steven Davis verongelukte al tijdens de trainingen, Malcolm Hobson en zijn bakkenist Kenny Birch en de Zwitserse zijspancoureur Ernst Trachsel tijdens de Sidecar TT en de Nieuw-Zeelander Mike Adler tijdens de Classic TT. De Amerikaan Pat Hennen raakte zo zwaar gewond dat hij nooit meer kon racen. 

## Algemeen
Het jaar 1978 wordt door velen beschouwd als het meest spectaculaire jaar uit het bestaan van de Isle of Man TT, vanwege de terugkeer van Mike Hailwood. Nadat de TT van 1977 voor het eerst sinds 1960 geen enkele leven had geëist, werd deze editie echter overschaduwd door de dood van vijf coureurs. 

### Mike Hailwood

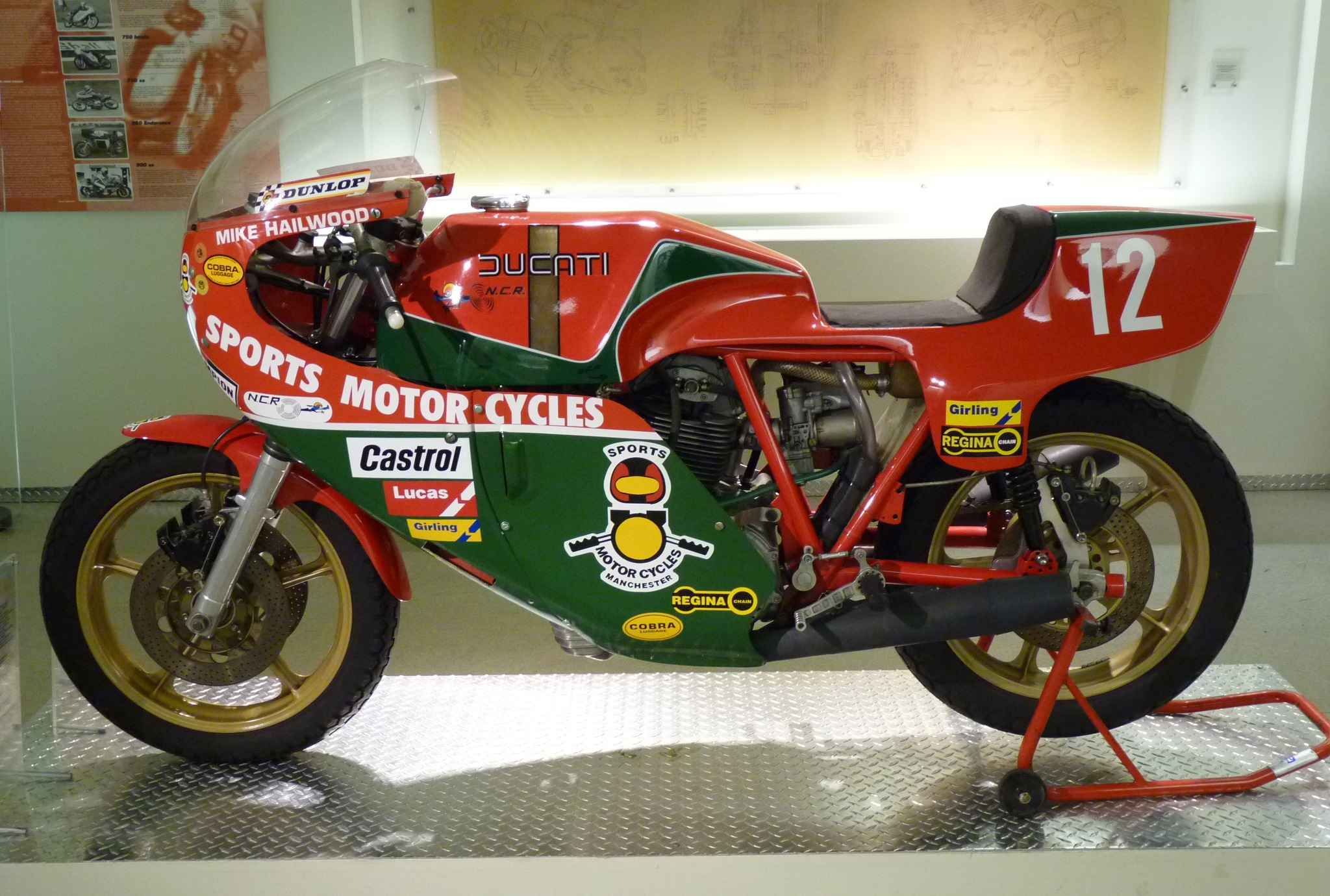
Mike Hailwood's Ducati 900 SS

Mike Hailwood had nog altijd het record van de meeste overwinningen in de TT van Man: 12. Zijn laatste deelname dateerde echter uit 1967, toen hij alle klassen waaraan hij deelnam won met machines van Honda. Dat merk was in 1968 uit de motorracerij gestapt terwijl Hailwood al een contract had. Hailwood kon door dat contract niet voor een ander merk starten en stapte over naar autoraces. Hoewel Hailwood in 1978 geprobeerd heeft een contract bij Ford los te weken, kwam hij toch terug op de motor. Echter niet met een fabriekscontract: Mike reed alleen voor zijn plezier. Sponsor Martini regelde drie Yamaha's voor de TT van Man: Een TZ 250, een TZ 500 en een TZ 750. Hailwood had zijn comeback voorbereid in drie Australische races. In Adelaide en Sydney reed hij met een Ducati 860 in Endurance-races, waarvan hij de laatste won. Met de 750cc-Yamaha reed hij in Bathurst. Hij trainde daar uiterst ontspannen. 's Avonds bleef hij met de leden van de organiserende motorclub op Mount Panorama bij het kampvuur eten en drinken. Over de TT op Man zei hij: "Ik maak me geen zorgen over de hedendaagse topcoureurs; zij rijden hun race, ik de mijne. Ik maak me geen illusies over het verslaan van sterren als Grant, Katayama of Hennen en co. Het zou gek zijn daarover na te denken". Yamaha PR-man Rodney Gould zag het met gemengde gevoelens aan. Als Yamaha-werknemer moest hij Hailwoods terugkeer begeleiden, maar als vriend van Hailwood kon hij het eigenlijk niet aanzien. Hij was bang dat de levende legende van zijn voetstuk zou vallen. Maar Hailwood reed met zijn Yamaha Martini 1.1 toermotor wekenlang rondjes en voelde zich thuis op Man.

## Formula One TT
Mike Hailwood zag zijn comeback op het eiland Man als een aardigheidje, maar dat deed het publiek absoluut niet. Luisternd naar Manx Radio probeerde men de prestaties van Hailwood over het 60 km lange circuit zo goed mogelijk te volgen, en overal ging gejuich op als er een bericht over Hailwood kwam. De coureurs startten zoals gebruikelijk twee aan twee om de tien seconden. Phil Read vertrok in de Formula One TT met zijn Honda als eerste, 50 seconden voor Hailwood met de Ducati. In de eerste ronde pakte Hailwood al 14 seconden op Read en aan het einde van de tweede ronde was hij Read al gepasseerd. Read tankte sneller en kwam daardoor weer op kop, maar de Ducati was handzamer dan de fabrieks-Honda en ondanks dat Hailwood (volgens hemzelf) nog niet zo laat durfde te remmen als Read, kon hij hem gemakkelijk voorbij. Read verbrandde zijn koppeling en viel in de vijfde ronde bij de 11e mijlpaal uit, Tom Herron die 9 seconden achter Hailwood lag, viel ook uit. John Williams (3e) moest zijn brandstoftank met zijn onderarmen op zijn plaats houden en Ian Richards (4e) had last van olielekkage waardoor zijn achterband spekglad was. Desalniettemin: Het ronderecord werd met 10 mijl per uur scherper gesteld en Hailwoods wedstrijdgemiddelde betekende ook een nieuw record. Commentaar van Hailwood, die na 11 jaar buiten de "motorwereld" meteen weer winnaar was: "Quite pleasant really" (Werkelijk zeer plezierig).

### Uitslag Formula One TT
| Pos | Coureur        | Merk                    | Snelheid                | Tijd                    |
| --- | -------------- | ----------------------- | ----------------------- | ----------------------- |
| 1   | Mike Hailwood  | Ducati                  | 108,51 mph              | 2:05.10.2               |
| 2   | John Williams  | Honda                   | 106,81 mph              | 2:07.09.6               |
| 3   | Ian Richards   | Kawasaki                | 106,01 mph              | 2:08.07.6               |
| 4   | Helmut Dähne   | Honda                   | 105,74 mph              | 2:08.26.8               |
| 5   | Alex George    | Triumph                 | 105,72 mph              | 2:08.28.2               |
| 6   | Chas Mortimer  | Suzuki                  | 103,81 mph              | 2:10.50.4               |
| 7   | Malcolm Lucas  | BSA                     | 102,89 mph              | 2:12.00.4               |
| 8   | Kevin Wrettom  | Kawasaki                | 102,85 mph              | 2:12.03.2               |
| 9   | Denis Casement | Honda                   | 101,78 mph              | 2:13.26.6               |
| 10  | Ian Tomkinson  | Triumph                 | 101,15 mph              | 2:14.16.6               |
| DNF | Phil Read      | Honda                   |                         |                         |
| DNF | Joey Dunlop    | Honda                   |                         |                         |
| DNF | Tom Herron     | Mocheck-Honda           | Mocheck-Honda           |                         |
| DNF | Bill Smith     | Yoshimura-Bimota-Suzuki | Yoshimura-Bimota-Suzuki | Yoshimura-Bimota-Suzuki |
| DNF | Ron Haslam     | Honda                   |                         |                         |

## Senior TT
In de Senior TT werd weer een overwinning van Mike Hailwood verwacht, maar in Ramsey brak de stuurdemper van zijn Yamaha TZ 500 en met deze handicap kon hij slechts 28e worden. Tom Herron leidde de race van start tot finish, hoewel hij nog bedreigd werd door Pat Hennen, die een nieuw absoluut ronderecord van 113,83 mph reed. Hennen viel bij Bishopscourt zo hard, dat hij naar het ziekenhuis moest worden afgevoerd. Hij was zo ernstig gewond dat hij nooit meer kon racen. 

### Uitslag Senior TT
| Pos | Coureur           | Merk           | Snelheid   | Tijd      |
| --- | ----------------- | -------------- | ---------- | --------- |
| 1   | Tom Herron        | Suzuki         | 111,74 mph | 2:01.33.4 |
| 2   | Billie Guthrie    | Suzuki         | 107,72 mph | 2:06.05.4 |
| 3   | Chas Mortimer     | Yamaha         | 107,41 mph | 2:06.48.4 |
| 4   | George Fogarty    | Suzuki         | 106,92 mph | 2:07.01.6 |
| 5   | Alex George       | Johnson-Suzuki | 106,81 mph | 2:07.45.6 |
| 6   | Bill Smith        | Suzuki         | 105,89 mph | 2:08.16.4 |
| 7   | Denis Ireland     | Suzuki         | 105,22 mph | 2:09.05.2 |
| 8   | Graham Waring     | Yamaha         | 104,97 mph | 2:09.23.4 |
| 9   | John Woodley      | Suzuki         | 109,94 mph | 2:09.26.0 |
| 10  | Bill Ingham       | Maxton-Yamaha  | 104,92 mph | 2:09.27.8 |
| 14  | Roger Marshall    | Maxton-Yamaha  | 103,49 mph | 2:11.14.2 |
| 26  | Ron Haslam        | Yamaha         | 100,88 mph | 2:15.38.4 |
| 28  | Mike Hailwood     | Yamaha         | 99,36 mph  | 2:16.41.8 |
| 36  | Takazumi Katayama | Yamaha         | 95,23 mph  | 2:22.37.6 |
| DNF | Pat Hennen        | Suzuki         |            |           |
| DNF | Charlie Williams  | Maxton-Yamaha  |            |           |
| DNF | John Williams     | Heron-Suzuki   |            |           |
| DNF | Joey Dunlop       | Suzuki         |            |           |
| DNF | Sadao Asami       | Yamaha         |            |           |
| DNF | Mick Grant        | onbekend       |            |           |

## Junior TT
Ook de Yamaha TZ 250 van Mike Hailwood was niet in orde en Mike voelde zich niet op zijn gemak met de machine. Hij reed bijna de hele race op de twaalfde plaats en finishte daar ook. Chas Mortimer reed de hele race op kop en won, maar Charlie Williams werd tweede na een hevig gevecht met Tom Herron. 

### Uitslag Junior TT
| Pos | Coureur           | Merk                  | Snelheid              | Tijd      |
| --- | ----------------- | --------------------- | --------------------- | --------- |
| 1   | Chas Mortimer     | Yamaha                | 100,71 mph            | 1:52.23.8 |
| 2   | Charlie Williams  | Yamaha                | 100,20 mph            | 1:52.57.4 |
| 3   | Tom Herron        | Yamaha                | 99,34 mph             | 1:53.56.4 |
| 4   | Graham Waring     | Yamaha                | 98,24 mph             | 1:55.13.0 |
| 5   | Joe Lindsay       | Yamaha                | 97,91 mph             | 1:55.35.8 |
| 6   | Bill Ingham       | Yamaha                | 97,76 mph             | 1:55.46.6 |
| 7   | Derek Chatterton  | Chat-Yamaha           | 97,62 mph             | 1:55.56.8 |
| 8   | John Weeden       | Yamaha                | 97,48 mph             | 1:56.06.4 |
| 9   | Takazumi Katayama | Yamaha                | 97,33 mph             | 1:56.17.4 |
| 10  | Ian Richards      | Yamaha                | 97,21 mph             | 1:56.25.8 |
| 11  | Joey Dunlop       | Yamaha                | 97,02 mph             | 1:56.40.0 |
| 12  | Mike Hailwood     | Yamaha                | 96,92 mph             | 1:56.46.8 |
| 38  | Ron Haslam        | Cotton                | 87,79 mph             | 2:08.55.4 |
| DNF | Alex George       | Johnson-Maxton Yamaha | Johnson-Maxton Yamaha |           |
| DNF | Mick Grant        | Kawasaki              |                       |           |
| DNF | Sadao Asami       | Yamaha                |                       |           |

## Formula Two TT

### Uitslag Formula Two TT
| Pos | Coureur           | Merk    | Snelheid  | Tijd      |
| --- | ----------------- | ------- | --------- | --------- |
| 1   | Alan Jackson jr.  | Honda   | 99,35 mph | 1:31.08.6 |
| 2   | Dave Mason        | Honda   | 97,68 mph | 1:32.42.0 |
| 3   | Neil Tuxworth     | Honda   | 96,21 mph | 1:34.06.8 |
| 4   | Ron Haslam        | Honda   | 95,32 mph | 1:34.59.8 |
| 5   | Joey Dunlop       | Benelli | 95,32 mph | 1:36.56.0 |
| 6   | Peter Davies      | Laverda | 93,41 mph | 1:39.38.4 |
| 7   | John Kirby        | Honda   | 90,87 mph | 1:41.24.0 |
| 8   | Thomas Williamson | Honda   | 88,05 mph | 1:42.50.0 |
| 9   | Denis Casement    | Honda   | 85,78 mph | 1:45.33.6 |
| 10  | Dave Kerby        | Honda   | 84,61 mph | 1:47.01.0 |

## Formula Three TT

### Uitslag Formula Three TT
| Pos | Coureur         | Merk            | Snelheid  | Tijd      |
| --- | --------------- | --------------- | --------- | --------- |
| 1   | Bill Smith      | Honda           | 99,47 mph | 1:35.50.8 |
| 2   | Derek Mortimer  | Yamaha          | 90,07 mph | 1:40.31.8 |
| 3   | John Stephens   | Honda           | 89,92 mph | 1:40.41.8 |
| 4   | Max Poxon       | Honda           | 88,45 mph | 1:42.22.0 |
| 5   | Alan Cathcart   | Harley-Davidson | 87,85 mph | 1:43.04.2 |
| 6   | Fred Launchbury | Maico           | 86,88 mph | 1:44.13.6 |
| 7   | Ken Inwood      | Yamaha          | 86,53 mph | 1:44.38.4 |
| 8   | Jeff Middleton  | Honda           | 85,91 mph | 1:45.24.0 |
| 9   | Dennis Trollope | Yamaha          | 83,39 mph | 1:48.34.8 |
| 10  | Bill Barker     | Honda           | 83,33 mph | 1:48.40.0 |
| DNF | Chas Mortimer   | Mocheck-Honda   |           |           |

## Classic TT
Het nieuwe ronderecord van Pat Hennen bleef slechts vier dagen staan. In de tweede ronde van de Classic TT bracht Mick Grant het op 114,33 mph. Grant won de Classic ook, voor John Williams en Alex George. Ook de laatste Martini-Yamaha liet Mike Hailwood in de steek: de Yamaha TZ 750 viel al in de eerste ronde stil door een gat in een zuiger. Tijdens deze race verongelukte de Australiër Mike Adler met een Yamaha TZ 350 bij Glen Helen. 

### Uitslag Classic TT
| Pos | Coureur        | Merk           | Snelheid   | Tijd      |
| --- | -------------- | -------------- | ---------- | --------- |
| 1   | Mick Grant     | Kawasaki       | 112,41 mph | 2:00.50.2 |
| 2   | John Williams  | Suzuki         | 111,62 mph | 2:01.41.0 |
| 3   | Alex George    | Yamaha         | 109,39 mph | 2:04.10.0 |
| 4   | Phil Read      | Honda          | 109,21 mph | 2:04.22.0 |
| 5   | Bill Simpson   | Yamaha         | 106,88 mph | 2:07.05.0 |
| 6   | Denis Ireland  | Suzuki         | 105,92 mph | 2:08.13.6 |
| 7   | Malcolm Lucas  | Yamaha         | 105,67 mph | 2:08.32.2 |
| 8   | Jeff Sayle     | Yamaha         | 105,47 mph | 2:08.46.8 |
| 9   | Steve Tonkin   | Yamaha         | 104,32 mph | 2:10.12.0 |
| 10  | Bill Smith     | Yamaha         | 103,37 mph | 2:11.23.8 |
| 27  | Sadao Asami    | Yamaha         | 95,89 mph  | 2:21.38.8 |
| DNF | Joey Dunlop    | Yamaha         |            |           |
| DND | Billie Guthrie | Suzuki         |            |           |
| DNF | Ron Haslam     | Pharaoh-Yamaha |            |           |
| DNF | Tom Herron     | Yamaha         |            |           |
| DNF | Mike Hailwood  | Yamaha         |            |           |
| DNF | Roger Marshall | onbekend       |            |           |
| DNF | Mike Adler     | Yamaha         | (†)        | (†)       |

## Sidecar TT
In de eerste manche van de Sidecar TT ging het mis met de combinatie Malcolm Hobson/Kenny Birch. Nog geen minuut na de start, op de top van Bray Hill, raakten ze een putdeksel waardoor de zijspancombinatie oncontroleerbaar werd. Zowel Malcolm Hobson als Kenny Birch verloren hierbij het leven. Een paar minuten later crashte Ernst Trachsel onder aan Bray Hill op Quarterbridge Road en ook hij kwam om het leven. Intussen zette de combinatie Rolf Biland/Kenneth Williams het ronderecord op 103,81 mph, maar in de laatste ronde vielen zij uit. Daardoor wonnen Dick Greasley/Gordon Russell voor Jock Taylor/Kenny Arthur. De tweede manche werd gewonnen door Rolf Steinhausen/Wolfgang Kalauch, maar omdat Taylor/Arthur nu als derde eindigden werden ze overall-winnaars. Rolf Biland besloot in de tweede manche niet te starten omdat hij zich bezig wilde houden met de afvoer van het stoffelijk overschot van Ernst Trachsel.

### Sidecar TT Leg one

#### Uitslag Sidecar TT Leg one
| Pos | Coureur          | Bakkenist        | Merk           | Snelheid           | Tijd               |
| --- | ---------------- | ---------------- | -------------- | ------------------ | ------------------ |
| 1   | Dick Greasley    | Gordon Russell   | Busch-Yamaha   | 101,75 mph         | 1:06.44.6          |
| 2   | Jock Taylor      | Kenny Arthur     | Windle-Yamaha  | 101,22 mph         | 1:07.05.4          |
| 3   | Graham Milton    | John Brushwood   | British Magnum | 100,04 mph         | 1:07.53.0          |
| 4   | Graham Hilditch  | Vince Biggs      | Yamaha         | 95,96 mph          | 1:10.46.0          |
| 5   | Mal White        | Phil Spendlove   | Yamaha         | 95,14 mph          | 1:11.23.0          |
| 6   | Tony Wakefield   | Eddie Kiff       | British Magnum | 93,57 mph          | 1:12.34.6          |
| 7   | Alan May         | Micky Gray       | Yamaha         | 93,16 mph          | 1:12.54.0          |
| 8   | Derek Jones      | Brian Ayres      | Daytona-Yamaha | 92,80 mph          | 1:13.29.8          |
| 9   | Pete Coney       | Brian Leigh      | Yamaha         | 91,45 mph          | 1:14.15.4          |
| 10  | John Brandon     | Pat Wynne        | Yamaha         | 90,92 mph          | 1:14.21.6          |
| DNF | Rolf Biland      | Kenneth Williams | TTM-Yamaha     |                    |                    |
| DNF | Mick Boddice     | Chas Birks       | Yamaha         |                    |                    |
| DNF | Rolf Steinhausen | Wolfgang Kalauch | Seymaz-Yamaha  |                    |                    |
| DNF | Malcolm Hobson   | Kenny Birch      | Schmid-Yamaha  | Beiden (†)         | Beiden (†)         |
| DNF | Ernst Trachsel   | Andreas Steger   | TTM-Suzuki     | Ernst Trachsel (†) | Ernst Trachsel (†) |

### Sidecar TT Leg two

#### Uitslag Sidecar TT Leg two
| Pos | Coureur          | Bakkenist         | Merk           | Snelheid  | Tijd      |
| --- | ---------------- | ----------------- | -------------- | --------- | --------- |
| 1   | Rolf Steinhausen | Wolfgang Kalauch  | Seymaz-Yamaha  | 93,67 mph | 1:12.30.0 |
| 2   | Mick Boddice     | Chas Birks        | Yamaha         | 91,41 mph | 1:14.13.6 |
| 3   | Jock Taylor      | Kenny Arthur      | Windle-Yamaha  | 90,98 mph | 1:14.38.6 |
| 4   | Allen Steele     | Anthony Barrow    | Yamaha         | 89,46 mph | 1:16.09.8 |
| 5   | Trevor Ireson    | Michael Allsworth | Yamaha         | 84,97 mph | 1:19.55.4 |
| 6   | Alan May         | Micky Gray        | Yamaha         | 84,57 mph | 1:20.17.8 |
| 7   | Mal White        | Phil Spendlove    | Yamaha         | 84,40 mph | 1:20.27.8 |
| 8   | Graham Milton    | John Brushwood    | British Magnum | 83,82 mph | 1:21.01.0 |
| 9   | Mike Joyce       | Alan Colins       | Suzuki         | 83,63 mph | 1:21.12.4 |
| 10  | Bill Hall        | Peter Minion      | Kawasaki       | 83,21 mph | 1:24.36.8 |
| 12  | Derek Jones      | Brian Ayres       | Daytona-Yamaha | 81,72 mph | 1:23.06.0 |

1907 · 1908 · 1909 · 1910 · 1911 · 1912 · 1913 · 1914 · Eerste Wereldoorlog · 1920 · 1921 · 1922 · 1923 · 1924 · 1925 · 1926 · 1927 · 1928 · 1929 · 1930 · 1931 · 1932 · 1933 · 1934 · 1935 · 1936 · 1937 · 1938 · 1939 · Tweede Wereldoorlog · 1947 · 1948 · 1949 · 1950 ·1951 · 1952 · 1953 · 1954 · 1955 · 1956 · 1957 · 1958 · 1959 · 1960 · 1961 · 1962 · 1963 · 1964 · 1965 · 1966 · 1967 · 1968 · 1969 · 1970 · 1971 · 1972 · 1973 · 1974 · 1975 · 1976 · 1977 · 1978 · 1979 · 1980 · 1981 · 1982 · 1983 · 1984 · 1985 · 1986 · 1987 · 1988 · 1989 · 1990 · 1991 · 1992 · 1993 · 1994 · 1995 · 1996 · 1997 · 1998 · 1999 · 2000 · 2002 · 2003 · 2004 · 2005 · 2006 · 2007 · 2008 · 2009 · 2010 · 2011 · 2012 · 2013 · 2014